# Ranunculus anemoneus
Ranunculus anemoneus är en ranunkelväxtart som beskrevs av F. Müll.. Ranunculus anemoneus ingår i släktet ranunkler, och familjen ranunkelväxter. Inga underarter finns listade i Catalogue of Life.